# Mariano Echeverría
Mariano Raúl Echeverría (Mar del Plata, 27 maggio 1981) è un allenatore di calcio ed ex calciatore argentino, di ruolo difensore.

## Carriera

### Club
Dopo aver giocato con varie squadre di club, nel 2010 si trasferisce al Tigre.

### Nazionale
L'11 febbraio 2010 debutta con la Nazionale argentina, nella partita Argentina-Giamaica, giocata proprio a Mar del Plata, e terminata 2-1.

## Palmarès
- Copa Argentina: 1

Arsenal de Sarandí: 2012-2013